# Hondsbroek
Hondsbroek is een wijk in Born in de Nederlandse gemeente Sittard-Geleen. De wijk ligt in het noordoosten van het dorp tussen de Aldenhofweg in het noorden, de snelweg A2 in het oosten en de goederenspoorlijn Sittard - Born naar bedrijventerrein Holtum-Noord in het westen. Ten noorden van de wijk ligt het dorp Buchten. Ten oosten van de wijk stroomt tussen de wijk en de A2 de Venkebeek. Ten zuidwesten van de wijk en de goederenspoorlijn ligt de oude kern van Born.